# Пушер 2
Пушер 2 (дан. Pusher II), или Дилер 2, под пуним насловом Пушер 2: Са крвљу на мојим рукама, дански је криминалистички филм из 2004. године, који је режирао Николас Вајндинг Рефн. Главне улоге тумаче  Мадс Микелсен, Леиф Силвестер Петерсен и Златко Бурић. У питању је други филм у трилогији Пушер, који приказује животе криминалаца у Копенхагену.

## Радња
Тони, који сваког дана треба да изађе из затвора, пажљиво слуша причу свог цимера - победио је страх од четворице разбојника који су покушали да му одузму посао отворивши ватру на њихов аутомобил из пиштоља. Један метак је погодио резервоар за гориво, а четворица су живи изгорели у свом аутомобилу. Да сумирамо речено, затвореник је рекао да постоји само једна разлика између њега и Тонија - над Тонијем је и даље владао страх.
У потрази за зарадом, Тони долази у гаражу свог оца, криминалног боса познатог као Дјук/Војвода. Веома хладно дочекује сина и са великом нерадом му даје посао. Од сада сваки Тонијев покушај да се покаже завршава се његовим понижавањем.
Док са братом Редом разговара о могућности крађе аутомобила, Дјук је демонстративно снисходљив према Тонијевом мишљењу. Док се Дјукова дружина забавља у јавној кући, Тони не може да се узбуди и срамотно напушта естаблишмент. На путу до очеве гараже, послуша изненадни импулс и украде црвени ферари, што разбесни војводу – такав аутомобил је лако уочити. Након што је са Дјуковим људима опљачкао продавницу аутомобила, тетовираном бандиту није место у ауту и Тони тражи од Реда да га пусти у пртљажник.
Проститутка Шарлот говори Тонију да му је родила дете и захтева да донесе новац у кућу. Нови отац пристаје да покрије леђа локалног макроа Курта, званог Пуси, док он склапа уговор о куповини кокаина. Испоставља се да је продавац српски ауторитет Мило, стари Тонијев познаник. Али уместо кокаина, Мило је донео хероин. Курт у почетку одбија да купи робу, али без размишљања одлучује да склопи посао. Пошто је платио и примио робу, Курт је пушта у тоалет, уплашен неочекиваним куцањем на врата. Писи покушава да наговори Србина да врати 80 хиљада круна, које је макро позајмио од Војводе, али Мило одбија. Са Куртовим последњим новцем, Тони купује најјефтинији пиштољ од трговца оружјем Мухамеда и пуца у макроа како би добио на времену и лагао војводу о оружаном нападу Арапа и узимању новца.
Тони присуствује О и Груовом венчању, где војвода наздравља, величајући врлине свог колеге О и прекоревајући свог сина губитника. Фрустриран, Тони се пуни алкохолом и кокаином и ослобађа свој бес када Шарлот оставља њихово дете без надзора. Смирен од О, Тони напушта друштво, схватајући да се поново понео глупо и недостојно. На улици, Пуси га позива да му разнесе кућу, настављајући тако лаж о прогону самог себе. Тони се слаже, али када је у питању убиство проститутке у кући, он трчи назад на сватове.
У очајничком покушају да се помири са оцем, Тони се добровољно јавља да убије своју бившу жену, а сада једну од Кискиних проститутки, Жанет. Долази до Куртовог залиха, али никада не одлучује да убије. Сазнавши за то, војвода грди сина и пљуне му у лице. Јунак губи стрпљење и напада војводу, махнито га бодући шрафцигером чак и када је живот већ напустио тело разбојника. Док тражи О, Тони проналази Шарлот и Греја. Сачекавши прави тренутак, јунак узима своје дете, краде новац и напушта град. Последњи снимци приказују Тонијев потиљак како напушта Копенхаген аутобусом.